# ییژی دراهوش
ییژی دراهوش (انگلیسی: Jiří Drahoš؛ زادهٔ ۲۰ فوریهٔ ۱۹۴۹) سیاست‌مدار اهل جمهوری چک است.
دراهوش شیمی‌دان است دیدگاه‌هایی لیبرال و متمایل به اتحادیه اروپا دارد، رئیس پیشین آکادمی علوم جمهوری چک است، اما در دنیای سیاست تجربه چندانی ندارد و در این انتخابات هم هیچ حزبی را نمایندگی نمی‌کرد.
او گفته است که نگران اوج‌گیری افراط‌گرایی و عوام‌گری در کشور است. او همچنین روسیه را به لحاظ خصومتش با ناتو به عنوان یک تهدید امنیتی تلقی کرده بود.